# Hyponephele pulchella
Hyponephele pulchella là một loài bướm thuộc họ Nymphalidae. Nó được tìm thấy ở Turkestan đến phần phía tây của Himalaya và ở Afghanistan.

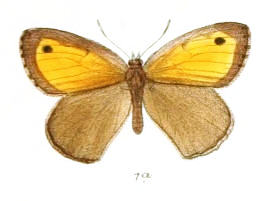